# Five Years Dead
«Five Years Dead» —en español: «Cinco Años Muerto»— es una canción de la banda estadounidense de hard rock Mötley Crüe. Fue lanzada en su cuarto álbum Girls, Girls, Girls de 1987. La letra fue compuesta por el bajista Nikki Sixx y tiene una duración de 3:50.

## Apariciones
- Apareció en el álbum Music to Crash Your Car to: Vol. 1.
- Apareció en el álbum Journals of the Damned.